# 田村長頥
田村 長頥（たむら ながのり/たむら ちょうい、永禄11年（1568年） - 慶長10年10月9日（1605年11月19日））は安土桃山時代から江戸時代の医師。江戸幕府奥医師。諱は長頥（ながのり又はちょうい）。通称は長九郎。号は安栖。僧位は法印。父は田村長傳。弟は笠原弥六郎（笠原越前守養子）、田村長利。子は田村長祇（安栖法印、治部卿）、田村長衞、田村長矩。一般的に田村安栖で知られる。

## 生涯
父・長傳は戦国大名後北条氏に医師として仕え、天正18年（1590年）に豊臣秀吉の小田原征伐で後北条氏が敗北して没落すると江戸城に移ってきた徳川家康より知行地を与えられて医師として仕え、翌天正19年（1591年）に死去する。
長頥も父の跡を継いで家康に医師として仕えたほか、長男の長祇が徳川秀忠に近侍する。文禄元年（1592年）に家康が文禄の役で名護屋城に布陣するとこれに従軍し、慶長5年（1600年）の関ヶ原の戦いでは秀忠の御供として従軍した。翌慶長6年（1601年）に法印の僧位を与えられて昇殿する。
慶長10年（1605年）に死去。享年38。法名は長頥。墓所は菩提寺の下谷広徳寺。医道と家督は長男の長祇が継ぎ、次男の長衞と三男の長矩は武家として分家して旗本となる。